# Nuhu'anh
Nuhu'anh (Wood Man, Woodsman), Šumski čovjek je dlakavi šumski divlji čovjek nalik bigfootu koji se kreće nečujno i rijetko se otkriva ljudima. Često krade stvari ili čini druge manje nestašluke. U nekim pričama Šumski ljudi hvataju atabaskansku djecu ili progone ljude i pokušavaju se pariti s njima. U nekim plemenima, kao što je Ahtena, kaže se da postoji samo jedan Šumski čovjek, koji je besmrtni mitološki lik. U drugim plemenima se kaže da postoje šumski ljudi oba spola. Oni se mogu preklapati s Bush Indijancima u folkloru nekih zajednica, ali većina Atabaskanaca ih smatra različitim bićima-- Bush Indijanci su agresivniji, sličniji ljudima i žive u plemenima, dok su Šumski ljudi samotnjaci, prikriveni i ne ubijaju ljude.